# 瓦哈卜·阿克巴尔
瓦哈卜·阿克巴爾（1960年4月16日—2007年11月13日）是菲律賓政治人物。他屬於菲律賓自由黨。他曾三度獲選為巴西蘭省省長，任期為1998年至2007年。在省長任期結束後獲選為菲律賓眾議院議員，於2007年11月13日菲律賓眾議院炸彈攻擊事件中逝世。

## 生平
瓦哈卜·阿克巴爾出生在菲律賓巴西蘭省蘭塔瓦，他的父親Hadji Mohtamad Salajin是這個城鎮的第一任首長。他是一個穆斯林。他曾於Gregorio Araneta University（現在的德拉薩大學）就讀，主修建築學，但是卻未完成學業。他加入菲律賓自由黨。並於1998年菲律賓普選選上巴西蘭省省長。而後來在2001年及2004年又再度當選。
瓦哈卜·阿克巴爾無意尋求第四任的省長職位，而是投入2007年菲律賓大選，而獲選為代表巴西蘭德選區的菲律賓眾議院議員。他有三個妻子。其中一個妻子Jum Jainuddin-Akbar則在選舉中勝選，繼承了他省長的職位。另一個妻子Luis R. Biel II則是巴西蘭省首府伊沙貝拉市的市長。他第三個妻子則是在巴西蘭德省的另一個城市中競選市長失利。
他被強烈的懷疑與阿布沙耶夫有所連結，阿布沙耶夫是蓋達組織有所聯繫的伊斯蘭激進組織。有些報告甚至宣稱他一直支助該組織的指揮官與成員，直到與該組織決裂為止。

## 逝世
2007年11月13日，瓦哈卜·阿克巴爾在眾議院大樓爆炸之後受重傷，送往遠東大學醫院後不治。這個爆炸事件也使一個議員司機與兩個議員助理喪生。
根據大馬尼拉市警察局首長Geary Barias的說法，阿克巴爾是這個爆炸攻擊的主要目標，因為當時阿克巴爾的座車是位在爆炸傷害的起源位置。
他的遺體隨即被運送到家鄉巴西蘭省安葬。

## 外部連結
- 菲律賓眾議院官方網站 （页面存档备份，存于）